# Окрестность

На плоскости подмножество является окрестностью точки, если вокруг точки можно нарисовать небольшой диск, который будет целиком содержаться в.

Прямоугольник не может являться окрестностью своих вершин.

Окре́стность точки — множество, содержащее данную точку и близкие (в каком-либо смысле) к ней. В разных разделах математики это понятие определяется по-разному.

## Определения

### Математический анализ
Пусть {\displaystyle \varepsilon >0} произвольное фиксированное число.
Окрестностью точки {\displaystyle x_{0}} на числовой прямой (иногда говорят {\displaystyle \varepsilon }-окрестностью) называется множество точек, удаленных от {\displaystyle x_{0}} менее чем на {\displaystyle \varepsilon }, то есть
{\displaystyle O_{\varepsilon }(x_{0})=\{x:|x-x_{0}|<\varepsilon \}}.
В многомерном случае функцию окрестности выполняет открытый {\displaystyle \varepsilon }-шар с центром в точке {\displaystyle x_{0}}.
В банаховом пространстве {\displaystyle (B,\|\cdot \|)} окрестностью с центром в точке {\displaystyle x_{0}} называют множество {\displaystyle A=\{x\in B:\|x-x_{0}\|<\varepsilon \}}.
В метрическом пространстве {\displaystyle (M,\rho )} окрестностью с центром в точке {\displaystyle y} называют множество {\displaystyle A=\{x\in M:\rho (x,y)<\varepsilon \}}.

### Общая топология
Пусть задано топологическое пространство {\displaystyle (X,{\mathcal {T}})}, где {\displaystyle X} — произвольное множество, а {\displaystyle {\mathcal {T}}} — определённая на {\displaystyle X} топология.
- Множество {\displaystyle V\subset X} называется окрестностью точки {\displaystyle x\in X}, если существует открытое множество {\displaystyle U\in {\mathcal {T}}} такое, что {\displaystyle x\in U\subset V}.
- Аналогично окрестностью множества {\displaystyle M\subset X} называется такое множество {\displaystyle V\subset X}, что существует открытое множество {\displaystyle U\in {\mathcal {T}}}, для которого выполнено {\displaystyle M\subset U\subset V}.

## Замечания
- Приведённые выше определения не требуют, чтобы окрестность {\displaystyle V} была открытым множеством, но лишь чтобы она содержала открытое множество {\displaystyle U}. Некоторые авторы настаивают на том, что любая окрестность открыта.[1] Тогда окрестностью множества называется любое содержащее его открытое множество. Это не принципиальное для развития дальнейшей топологической теории различие. Однако в каждом случае важно фиксировать терминологию.
- Окрестностью множества точек {\displaystyle M} называется такое множество {\displaystyle V}, что {\displaystyle V} есть окрестность любой точки {\displaystyle x\in M}.

## Пример
Пусть дана вещественная прямая со стандартной топологией. Тогда {\displaystyle (-1,2)} является открытой окрестностью, а {\displaystyle [-1,2]} — замкнутой окрестностью точки {\displaystyle 0}.

## Вариации и обобщения

### Проколотая окрестность
Проколотой окрестностью точки называется окрестность точки, из которой исключена эта точка.
Строго говоря, проколотая окрестность не является окрестностью точки, так как согласно определению окрестности окрестность должна включать и саму точку.
Формальное определение:
Множество {\displaystyle {\dot {V}}} называется проколотой окрестностью (вы́колотой окрестностью) точки {\displaystyle x\in X}, если
{\displaystyle {\dot {V}}=V\setminus \{x\},}
где {\displaystyle V} — окрестность {\displaystyle x}.